# 海岛越桔
海岛越桔（学名：Vaccinium wrightii），又名來特氏越橘，为杜鹃花科越橘屬下的一个种，分布於琉球群島與臺灣。种名 wrightii 以19世纪美国植物学家查爾斯·萊特的名字命名。